# 찰스 러글스
찰스 러글스(Charlie Ruggles, 1886년 2월 8일 ~ 1970년 12월 23일)는 미국의 연극 배우, 영화배우, 텔레비전 배우, 배우, 음악가이다.

## 영화
- 어글리 닥스훈트 (1966년)
- 폴로우 미, 보이즈! (1966년)
- 파파스 델리케이트 컨디션 (1964년)
- 아내는 요술쟁이 (1964년)
- 아이드 래더 비 리치 (1964년)
- 건망증 선생님 2 (1963년)
- 페어런트 트랩 (1961년)
- 룩 포 더 실버 리닝 (1949년)
- 스튜디오 원 (1948년)
- 기브 미 리가드 투 브로드웨이 (1948년)
- 5번가에서 생긴 일 (1947년)
- 내 남동생은 말과 이야기한다 (1947년)
- 스톨렌 라이프 (1946년)
- 쓰리 이즈 어 패밀리 (1944년)
- 메릴랜드 (1940년)
- 발라라이카 (1939년)
- 아이 양육 (1938년)
- 익스큐시브 (1937년)
- 애니씽 고즈 (1936년)
- 레드 갭의 러글스 (1935년)
- 더 빅 브로드캐스트 오브 1936 (1935년)
- 식스 오브 어 카인드 (1934년)
- 행복의 추구 (1934년)
- 동물원 속의 살인자 (1933년)
- 멜로디 크루즈 (1933년)
- 러브 미 투나잇 (1932년)
- 온 아워 위드 유 (1932년)
- 천국의 말썽 (1932년)
- 중위의 웃음 (1931년)
- 퀸 하이 (1930년)